# 洋名
洋名泛指東亞人所取除本名以外用拉丁字母拼寫的名稱。一般分為另取和音譯兩種。
洋名包括英語人名，因為英文是最通行的第二語言兼國際語言，純粹源自英文的洋名並不多。

## 另取
- 這些名字常源於西方神話神祇、王族、貴族、英雄、基督教人物等，所以純粹源於英語的英文名並不多。例如蜜雪兒（Michelle）、愛麗絲（Alice）本為法文名字，華爾特（Walter）本為德文名字，還有很多源自聖經的名字如米高（Michael）、約書亞（Joshua）、約瑟（Joseph）、大衛（David）、亞當（Adam）、伊利莎伯（Elizabeth）、瑪麗（Mary）等等來自希伯來文。
- 甚至有本來不作人名使用的單詞如「Fish（魚）」、「Rain（雨）」等，不過這種情況在英語國家也有出現，如「Kobe（神戶）」。

## 音譯
由於東亞對外交流加強，而這些對外交流的人士不見得都熟悉英語，故也有大量人士使用自己本名的發音當英文名。除此之外，本國歷史人物的英文名也多用譯名。

### 中文名音譯

#### 中國大陸
- 將中文名的漢語拼音去音調，姓和名各為一個單詞。如，「歐陽修」讀音音譯英文名作。
- 如果拼音中帶有的（如），則其中的作（如「呂」作、「女」作）。如，「呂不韋」讀音音譯英文名作（若情況容許也可能寫作）。[1]

此譯法為中國大陸大部分人士所採用（少數民族除外），台灣自2009年起也有在推行此種譯法。

#### 香港
- 將中文名的通過港府粵拼轉寫，每個字獨自成詞或名中的各字可以連字號「-」相連（不一定要）。如，「吳卓羲」音譯英文名作「Ng Cheuk Hei」或「Ng Cheuk-hei」。

#### 台灣
- 台灣存在多種用於人名的漢語羅馬拼音系統標準，如華語的威妥瑪拼音、通用拼音及漢語拼音等，台語的台羅拼音、白話字等，客語的拼音等。如，「馬英九」可能作「Ma Ying-chiu」、「Ma Ying-jeou」、「Ma Ying-jiu」、「Ma Yingjiu」、「Ma Ing-kiu」等，端看個人喜好自由選擇。

### 日文名音譯
- 根據日文名的日語讀音以任一式（平文式、训令式、日本式）的羅馬字寫出，姓和名各為一個單詞。如，「濱崎步」讀音「はまさきあゆみ」音譯英文名可作「Hamasaki Ayumi」或「Ayumi Hamasaki」等，可以自行選擇譯法。

## 另見
- 英語人名
- 漢名